# Joachim Schulze-Osterloh
Joachim Schulze-Osterloh (* 24. April 1935 in Berlin) ist ein deutscher Rechtswissenschaftler und ehemaliger Hochschullehrer an der Freien Universität Berlin.

## Leben und Wirken
Schulze-Osterloh studierte ab 1954 Rechtswissenschaften an der Freien Universität Berlin. Dort legte er 1958 sein Erstes Juristisches Staatsexamen ab. 1962 wurde er von der FU Berlin mit der von Arwed Blomeyer betreuten immobiliarsachenrechtlichen Arbeit Liegenschaftserwerb vom Nichtberechtigten und Genehmigung zum Dr. iur. promoviert. Anschließend leistete Schulze-Osterloh sein Referendariat ab und legte 1965 sein Zweites Staatsexamen ab. In der Folge widmete er sich wieder seiner akademischen Karriere und arbeitete an seiner Habilitation. Diese schloss er 1971 unter Betreuung von Götz Hueck an der Universität Hamburg ab. 1974 wurde er Professor an der FU Berlin. 1978 wechselte er auf einen ordentlichen Lehrstuhl an die TU Berlin. 1983 kehrte Schulze-Osterloh an die FU Berlin zurück, wo er bis zu seiner Emeritierung im Jahr 2000 den ordentlichen Lehrstuhl für Bürgerliches Recht, Handels-, Arbeits- und Steuerrecht innehatte.
Schulze-Osterlohs Forschungsschwerpunkte lagen vor allem im Handels-, Gesellschafts- und Bilanzrecht. Insbesondere forschte er zum Recht des Jahresabschlusses, zu dem er ein Handbuch mit herausgegeben hat. Ein weiterer Schwerpunkt lag im Steuerrecht, hier vor allem im Unternehmenssteuerrecht mit seinen diversen Ausprägungen. 

## Schriften (Auswahl)
- Liegenschaftserwerb vom Nichtberechtigten und Genehmigung. Universitätsverlag, Berlin 1962 (Dissertation).
- Das Prinzip der gesamthänderischen Bindung. C.H. Beck, München 1972, ISBN 978-3-406-02281-4 (Habilitationsschrift).
- Der gemeinsame Zweck der Personengesellschaften. De Gruyter, Berlin 1973, ISBN 978-3-11-004460-7.